# Arturo Pablo Ros Murgadas
Manuel Sánchez Monge (Vinalesa, 10 giugno 1964) è un vescovo cattolico spagnolo, dal 31 ottobre 2023 vescovo di Santander.

## Biografia
Arturo Pablo Ros Murgadas è nato a Vinalesa il 10 giugno 1964. Proviene da una famiglia di tradizione cattolica. È figlio di Arturo Ros Llopis e Consuelo Murgadas mentre suo zio è il presbitero Honorato Ros Llopis, rettore del seminario metropolitano di Valencia dal 1976 al 1979. Suo nonno era il beato martire Arturo Ros Montalt, che fu giustiziato venendo gettato in una fornace da calce durante la guerra civile spagnola per la sua appartenenza all'Azione Cattolica.

### Formazione e ministero sacerdotale
Ha frequentato il Collegio "San Giacomo Apostolo" di Moncada.
Dopo aver lavorato per alcuni anni nel settore bancario, ha scoperto la vocazione al presbiterato. Ha compiuto gli studi ecclesiastici presso il seminario metropolitano di Valencia frequentando le lezioni presso la locale Facoltà di teologia "San Vicente Ferrer" dal 1987 al 1993. Ha conseguito il baccalaureato e nel 2012 la licenza in teologia. Da seminarista ha trascorso un periodo a Santander.
Il 31 ottobre 1992 è stato ordinato diacono. Il 29 giugno dell'anno successivo è stato ordinato presbitero per l'arcidiocesi di Valencia nella cattedrale arcidiocesana da monsignor Agustín García-Gasco Vicente. In seguito è stato vicario parrocchiale della parrocchia dell'Assunzione a Torrent dal 1993 al 1996; parroco delle parrocchie di San Vincenzo Ferrer e di Nostra Signora della Buona Guida a Valencia dal 1996 al 2000; assistente ecclesiastico diocesano del Movimento Cursillos de Cristiandad dal 1996 al 2002; superiore del seminario metropolitano di Valencia dal 2000 al 2005; parroco delle parrocchie di San Nicola a Requena, di Villar de Olmos e di El Rebollar e cappellano della residenza delle Piccole suore degli anziani abbandonati dal 2005 al 2016; parroco delle parrocchie del Salvatore a Requena, di Campo Arcís, di Los Isidros, di Casas de Eufemia, di Los Ruices, di El Pontón, di Los Pedrones, di La Portera, di Hortunas e di Chera dal 2006 al 2016; vicario episcopale della V vicaria territoriale, comprendente i comuni di Llíria, Requena e Ademuz, dal 2010 al 2016  e professore collaboratore di teologia presso l'Istituto diocesano di scienze religiose ad Ademuz e Requena dal 2012 al 2016.
È stato anche membro del consiglio presbiterale dal 1998 al 2003 e dal 2010 al 2016, membro del consiglio pastorale diocesano dal 2010 al 2016 e membro della commissione diocesana per il clero.

### Ministero episcopale
Il 27 giugno 2016 papa Francesco lo ha nominato vescovo ausiliare di Valencia e titolare di Ursona. Ha ricevuto l'ordinazione episcopale il 3 settembre successivo nella basilica cattedrale dell'Assunzione della Beata Vergine Maria a Valencia dal cardinale Antonio Cañizares Llovera, arcivescovo metropolita di Valencia, co-consacranti l'arcivescovo metropolita di Madrid Carlos Osoro Sierra e il vescovo ausiliare di Valencia Esteban Escudero Torres. Come motto ha scelto l'espressione "Properate ad veniam offerre" che significa "Affrettatevi a perdonare". Queste furono le penultime parole che suo nonno disse prima di morire. In questo modo non solo ha fatto propria la memoria familiare ma la ha resa una convinzione e uno stile di vita.
In diocesi gli è stato assegnato l'ufficio di vicario generale e il coordinamento del vicariato per i laici, la famiglia, la vita, la pastorale della carità e l'evangelizzazione dei giovani.
Il 31 ottobre 2023 papa Francesco lo ha nominato vescovo di Santander. Ha preso possesso della diocesi il 16 dicembre successivo con una cerimonia tenutasi nella cattedrale di Nostra Signora dell'Assunzione a Santander.
In seno alla Conferenza episcopale spagnola è presidente della sottocommissione per la gioventù e l'infanzia dal marzo del 2020 e membro della commissione per i laici, la famiglia e la vita. In precedenza è stato membro commissione per l'apostolato secolare dal 2016.

## Genealogia episcopale
La genealogia episcopale è:
- Cardinale Scipione Rebiba
- Cardinale Giulio Antonio Santori
- Cardinale Girolamo Bernerio, O.P.
- Arcivescovo Galeazzo Sanvitale
- Cardinale Ludovico Ludovisi
- Cardinale Luigi Caetani
- Cardinale Ulderico Carpegna
- Cardinale Paluzzo Paluzzi Altieri degli Albertoni
- Papa Benedetto XIII
- Papa Benedetto XIV
- Papa Clemente XIII
- Cardinale Giovanni Francesco Albani
- Cardinale Carlo Rezzonico
- Cardinale Antonio Dugnani
- Arcivescovo Jean-Charles de Coucy
- Cardinale Gustave-Maximilien-Juste de Croÿ-Solre
- Vescovo Charles-Auguste-Marie-Joseph Forbin-Janson
- Cardinale François-Auguste-Ferdinand Donnet
- Vescovo Charles-Emile Freppel
- Cardinale Louis-Henri-Joseph Luçon
- Cardinale Charles-Henri-Joseph Binet
- Cardinale Maurice Feltin
- Cardinale Jean-Marie Villot
- Arcivescovo Mario Tagliaferri
- Cardinale Antonio Cañizares Llovera
- Vescovo Arturo Pablo Ros Murgadas